# Pieve di Locarno
La pieve di Locarno o pieve di San Vittore era il nome di un'antica pieve della diocesi di Como e del baliaggio di Locarno con capoluogo Locarno.
Il patrono era san Vittore, al quale è ancora oggi dedicata la chiesa prepositurale cittadina.

## Storia
La pieve di Locarno, legata all'Arcidiocesi di Milano dal IX secolo, nel 1002 divenne una delle dipendenze della Diocesi di Como. Agli inizi del Rinascimento la pieve religiosa, come tutte quelle del Ducato di Milano, assunse anche una funzione amministrativa sotto l'autorità di un Magnifico Consiglio formato da 6 nobili, 4 borghesi, 2 latifondisti, 8 delegati dei comuni, e un feudatario. Ad inizio del XV secolo si segnalò una rivolta della Vallemaggia, fomentata dagli svizzeri e sedata in non meno di dieci anni dietro alla concessione ducale della separazione dalla pieve.
Nel 1512 l'intero territorio subì l'invasione dei confederati elvetici, che iniziarono una guerra quadriennale contro la Francia per il controllo del Nord Italia, conclusasi nel 1516 con il trattato di Friburgo che segnò la definitiva annessione alla Svizzera della pieve di Locarno che entrò nel neocostituito baliaggio di Locarno, dipendenza diretta della Confederazione.
La pieve amministrativa e quella religiosa terminarono in periodi diversi: per la prima fu fatale l'invasione giacobina del 1798, allorquando fu trasformata nel nuovo e più moderno distretto di Locarno, mentre la seconda terminò il secolo successivo quando il governo federale, come stava accadendo ovunque, pretese la rettifica dei confini ecclesiastici su quelli politici, e venne dunque creata una diocesi luganese separata da Como.